# 布爾拉基
49°50′7″N 32°58′56″E / 49.83528°N 32.98222°E
布爾拉基（烏克蘭語：Бурлаки），是烏克蘭中部的村莊，隸屬波爾塔瓦州的盧布尼區。該村分別距離什基利0.5公里和別列茲尼亞基1.5公里，海拔高度88米，2001年人口35。